# ERF Südtirol
Der ERF Süd („ERF“ steht für „Evangeliums-Rundfunk“) ist ein privater Rundfunksender, der deutschsprachige Sendungen mit christlichem Inhalt produziert und in Österreich, Süd- und Nordtirol sowie dem Tessin ausstrahlt. Das Sendestudio befindet sich in Meran. Geleitet wird der Sender von Werner Burkhardt.

## Geschichte
Die Arbeit wurde 1976 von einem kleinen Missionsteam in Zusammenarbeit mit einem Schweizer Missionswerk und einer Bibelschule aufgenommen und führte 1980 zur Gründung des Senders unter dem Namen Familienradio, als von einer kleinen Wohnung aus erste christliche Sendungen in der Umgebung von Meran ausgestrahlt wurden. Eine Zusammenarbeit mit dem Evangeliums-Rundfunk gab es zu dieser Zeit offenbar noch nicht. Damit war der Radiosender der erste christliche Sender in Italien und gehört zu den ersten privaten Rundfunksendern in Südtirol. Die Informationsschrift des Senders hieß Südtirol Team. Im Jahr 1990 wurde die Umbenennung in ERF Südtirol vollzogen und die Arbeit professionalisiert.

## Programm und Verbreitung
Seit dem Jahr 2000 können die Programme des ERF Südtirol außer im ursprünglichen Sendegebiet Südtirol auch im Gebiet um den Lago Maggiore im Tessin über UKW und DAB gehört werden. Im Internet wird ein Live-Stream angeboten.
Der ERF Südtirol bietet ein 24-Stunden-UKW-Programm für das Gebiet der südlichen deutschen Sprachgrenze, das neben Musik (vor allem Oldies und christliche Lieder) täglich zwölf bis 16 gesprochenen Sendungen beinhaltet. Am Sonntag liegt der Schwerpunkt auf klassischer Musik, durchsetzt mit Gedankenanstößen, Texten und Informationen. Die gesprochenen Beiträge betreffen überwiegend biblische und christliche Themen.
Der ERF Südtirol ist Mitglied des ERF International und kooperiert auf diese Weise mit ERF Medien (Deutschland), ERF Medien (Schweiz) und ERF Medien Österreich.